# Hylophilus aurantiifrons
Hylophilus aurantiifrons là một loài chim trong họ Vireonidae.